# Cerodontha parvella
Cerodontha parvella este o specie de muște din genul Cerodontha, familia Agromyzidae, descrisă de Spencer în anul 1986.
Este endemică în Colorado. Conform Catalogue of Life specia Cerodontha parvella nu are subspecii cunoscute.